# Retman
Retman – starszy flisak, osoba odpowiedzialna za bezpieczeństwo rejsu w spławie rzecznym. 

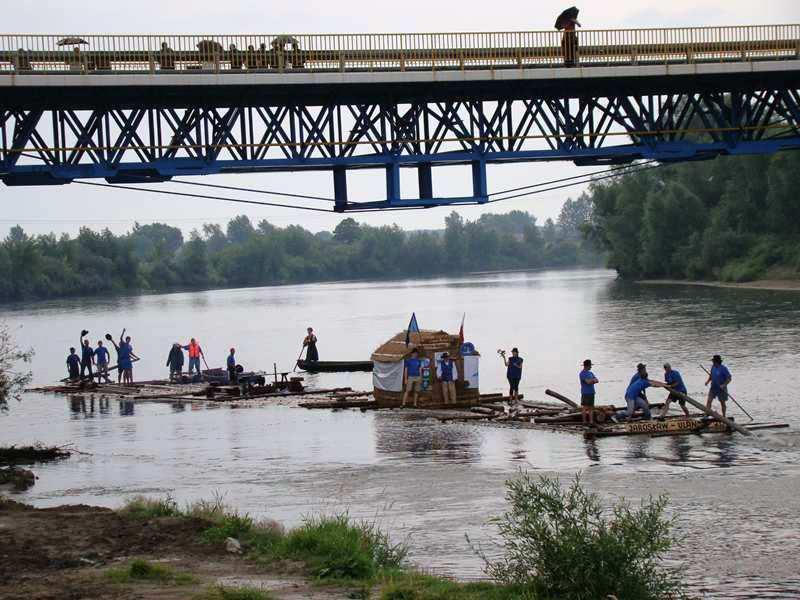
Flisacy na Sanie, po prawej stronie tratwy retman w łodzi

W dawnej Polsce retman zajmował się zawieraniem umów z kupcami lub faktorami, planował trasę, dobierał sobie flisaków, oraz kierował spławem.
W niektórych osadach nad rzekami Niemen, Wisła, San i Bug powstał cech retmański. W XIX wieku najbardziej znane ośrodki były w miejscowościach Kamieńczyk i Stare Budy.